# Преображенська вулиця (Чернігів)
Ву́лиця Преображе́нська — вулиця у м. Чернігові.

## Історія

План Чернігова від 1860 року з нанесеною на нього вулицею Преображенською

Імператор Микола ІІ виходить із Борисоглібського собору. Фото зроблене під час візиту монарха до Чернігова 1911 року

Формування вулиці розпочалося на поч. ХІХ ст. після ліквідації Чернігівської фортеці та перетворення Чернігова на губернський центр. До того про існування будь-яких магістралей на території сучасної вулиці повідомляє опис 1766 р., складений Мусієм Бочком, де подається наступна інформація:
|  | ...одна Глухівська, від Прогорілих воріт понад валом, через греблю, названу Гноєвою, й міст на річці Стрижень, йдуча... Оригінальний текст (рос.) ...една Глуховская, от Прогорилых ворот понад валом, через плотину, названием Гноевую, и мост на речке Стрижне, идучая... |

Тут мова йде про відтинок вулиці між сучасною Гончою та територією Застриження (умовно по сучасних вул. Пушкіна та частині вул. Шевченка до Красного мосту), що поза містом перетворювалась на Стовпову глухівську дорогу.
У 1805 р. місту був наданий новий план регулярної забудови, за яким передбачалося прокладання вулиці вздовж колишнього північного валу фортеці. Планувалося, що з південного боку вулиці з'явиться Міський бульвар, тож забудова тут була визначена лише одностороння.
У кінці ХІХ ст. вулицю було названо Бульварною, а в 1911 р., у зв'язку з візитом до міста імператора Миколи II, перейменовано на Царську — нею імператор добирався до будинку цивільного губернатора на обід.
Після встановлення у місті радянської влади вулицю у 1919 р. назвали на честь німецького економіста та протагоніста робітничого руху Карла Маркса. 
У 2001 р. магістралі було повернуто історичну назву Преображенської.
Початкові номери вулиці — будівлі XI–XVII ст., що становлять основні об'єкти Національного архітектурно-історичного заповідника «Чернігів стародавній»: Спасо-Преображенський собор (за назвою якого найменовано вулицю; нині — діючий храм УПЦ (МП)), Борисоглібський собор та Чернігівський колегіум (експозиційні площі та дирекція заповідника).
На поч. ХІХ ст. зводиться будівля для Чернігівської губернської креслярні. Споруда була пошкоджена під час Німецько-радянської війни, проте відновлена у 1950-х з надбудовою додаткового поверху. Нині тут розміщуються один із департаментів Чернігівської ОДА та редакція газети «Чернігівські відомості».
Наразі, крім будівлі креслярні, збереглась лише одна споруда, що становила дореволюційну забудову північного боку вулиці — будівля Парафіяльної школи (кін. XVIII ст.) на розі з Гончою, де знаходились свого часу Ланкастерське чоловіче училище (1847), Чернігівська громадська бібліотека та музей Чернігівської Губернської вченої архівної комісії. У 1918 р. тут розміщувався штаб Єврейського червоногвардійського загону під командуванням Н. Івельмана та А. Гутмана.
У 1884 р. було створено Гімназичну площу, яка своєю північною стороною впиралася у вул. Преображенську. 20 березня 1895 р. М. Зюковим тут біля будівлі Чернігівського Губернського Дворянського зібрання було встановлено електричний ліхтар на 1200 свічок.
30 серпня 1897 р. на Міському бульварі було урочисто відкрито та освячено два перші пам'ятники в історії Чернігова: погруддя імператорів Олександра ІІ та Олександра ІІІ, виготовлені майстернею художнього лиття «Morand» в Санкт-Петербурзі скульптором М. Поповим за проєктом академіка Р. Марфельда. Після революційних подій 1917 р. пам'ятники було демонтовано. На постамент від знятого погруддя імператора Олександра ІІ у 1921 р. було встановлено погруддя В. Леніна, виготовлене з бетону скульптором Г. Неродою — це був перший післяреволюційний пам'ятник у Чернігові.
18 травня 1926 р. вийшла постанова РНК УРСР про створення архітектурно-історичного заповідника для збереження пам'яток Чернігова. На виконання постанови архітектором О. Касьяновим було розроблено проєкт перепланування Міського бульвару в рамках вулиці Карла Маркса для потреб новоствореного Міського парку та музейного містечка.
У 1926–1941 та 1946–1967 рр. на початку вулиці на території Міського парку стояв пам'ятник В. Леніну, а 1928 р. на постамент від знятого погруддя імператора Олександра ІІІ було встановлене погруддя М. Фрунзе (під час війни зруйноване, відновлене 1947 р. за проєктом А. Карнабіди. Демонтоване 14 жовтня 2014 р.)
Наприкінці 1930-х рр. на розі з сучасним просп. Миру за проєктом інженера І. Ковальова було зведено багатоквартирний чотириповерховий Будинок вчителів у дещо ускладненому стилі конструктивізм. Під час війни споруда постраждала, проте була відновлена з деякими перебудовами.
У роки Німецько-радянської війни 90% забудови вулиці з північного боку було знищено. Сучасна забудова — результат повоєнного відновлення міста.
21 серпня 2009 р. біля будівлі Чернігівського колегіуму було відкрито пам'ятник гетьману Івану Мазепі (скульптор Г. Єршов), а 2 жовтня 2012 р. біля Борисоглібського собору — пам'ятник князю Ігору Ольговичу (скульптор К. Саркісов).
22 вересня 2017 року в рамках проєкту «Легенди, міфи та історія Чернігова в скульптурах» на перехресті вулиць Преображенської та Музейної було встановлено скульптурну інсталяцію «Чернігів – місто легенд» або так званий «клубочок», який на думку авторів символізує багату історію міста.

### Персоналія

Ксаверій Францевич Шлегель. Фотопортрет Й. Марра, 1880-ті

У 1850-х роках на розі Мстиславської та Преображенської оселився відставний військовий лікар Ксаверій Шлегель. Невдовзі у власній квартирі він відкрив перше в місті фотоательє. Фотографію Шлегель робив за допомогою дагеротипії, досягнувши в цьому такої майстерності, що його досвід у 1858 р. приїздив вивчати О. Покорський-Жоравка  для подальшої публікації у французькому часописі. Згодом, на пропозицію І. Чеховича, Шлегель у 1859 р. створив серію фото для альбому «Светописная Русь» (рос.), який був започаткований Покорським-Жоравкою з метою репрезентації для широкого загалу мистецтва створення фото, оскільки власних тематичних часописів про фотографію імперія тоді не мала. У часописі пропонувалося публікувати статті про методологію створення фотографій, а також найкращі художні роботи:
|  | ...фотографічні види Російської імперії, пам'ятки російського історичного, торгового та промислового життя; народні костюми, сцени з народного побуту, будівлі, монументи й т.д., словом, все, що може ознайомити нас самих та іноземців з Батьківщиною нашою... Оригінальний текст (рос.) ...фотографические виды Российской Империи, памятники русской исторической, торговой и промышленной жизни; народные костюмы, сцены из народной жизни, здания, монументы и т.д., словом, все, что может ознакомить нас самих и иностранцев с Отечеством нашим... |

На поч. 1870-х фотограф відійшов від справ. Похований, імовірно, на Петропавлівському кладовищі. Скляні негативи Шлегеля, що становили велику історичну цінність, зберігалися до Німецько-радянської війни.

## Пам'ятки архітектури та історії
Споруди
- комплекс буд. № 1:

1. Спасо-Преображенський собор (поч. XI ст.);
2. Борисоглібський собор (поч. XII ст.);
3. будівля Чернігівського колегіуму (кін. XVII ст.);

- буд. № 12 — будівля Чернігівської губернської креслярні (поч. XIX ст.);
- буд. № 24 — будівля Парафіяльної школи (кін. XVIII ст.).

Пам'ятники та пам'ятні знаки
- Пам'ятник Івану Мазепі (2009 р., ск. Г. Єршов)
- Пам'ятник Ігору Ольговичу (2012 р., ск. К. Саркісов)

## Інфраструктура та об'єкти
- буд. № 1 — Національний архітектурно-історичний заповідник «Чернігів стародавній»
- буд. № 2:

1. кафе «Абажур»
2. аптека № 97 мережі «Бажаємо здоров'я»

- буд. № 10 — ресторан «Хінкальня»
- буд. № 12:

1. Департамент ЖКГ, регіонального розвитку та інфраструктури Чернігівської ОДА
2. редакція газети «Чернігівські відомості»

- буд. № 18 — кафе «Трапезна»
- буд. № 18а — Дошкільний навчальний заклад № 27

## Галерея

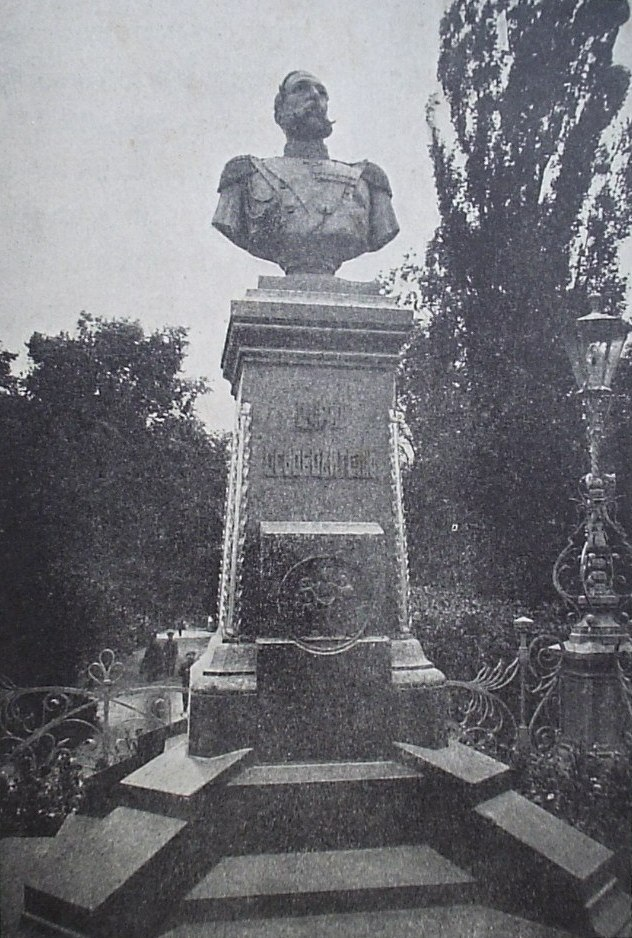
Пам'ятник Олександру II на Міському бульварі, 1897 р. (не зберігся)
Пам'ятник Олександру III на Міському бульварі, 1897 р. (не зберігся)
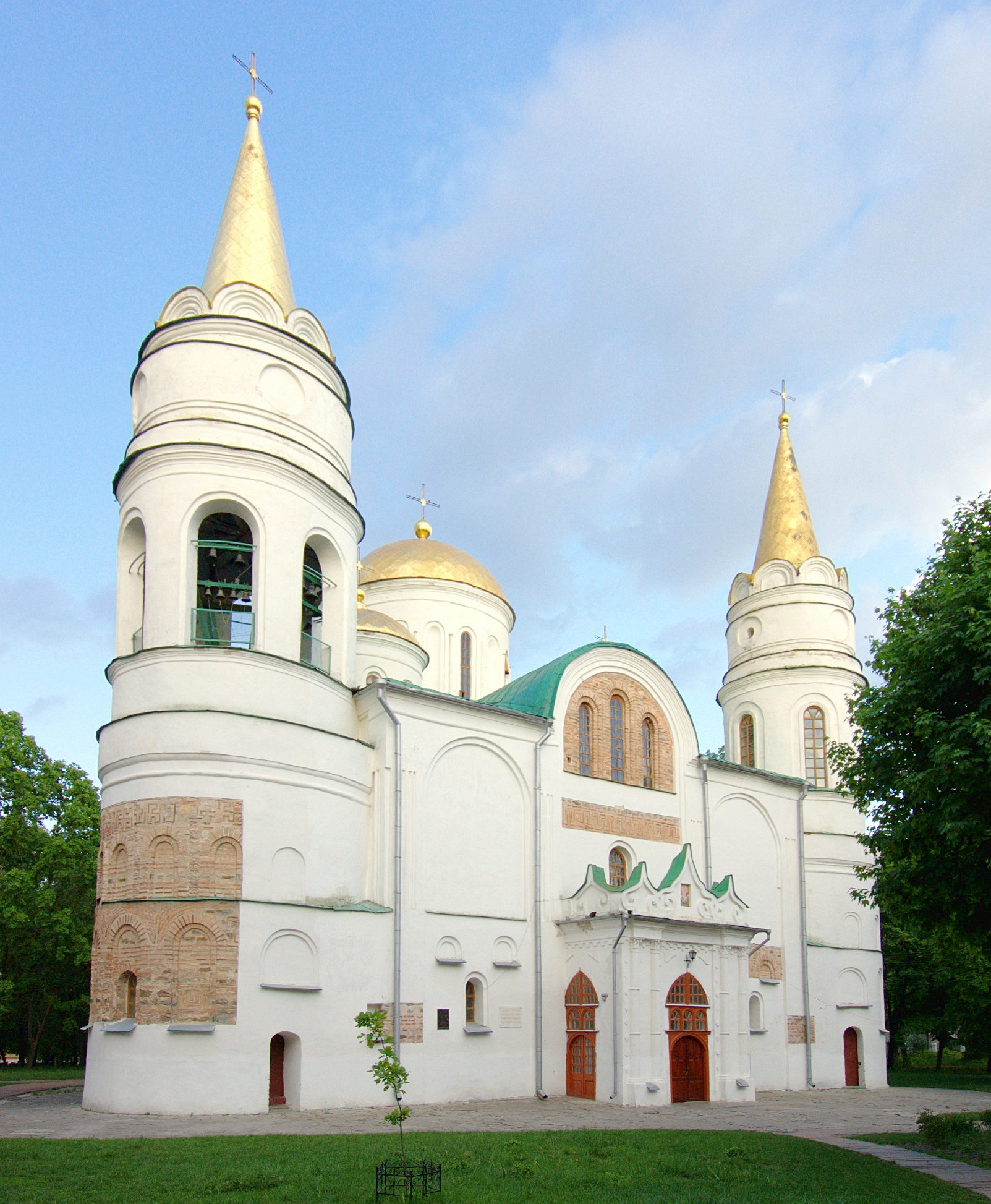
Спасо-Преображенський собор, поч. ХІ ст.
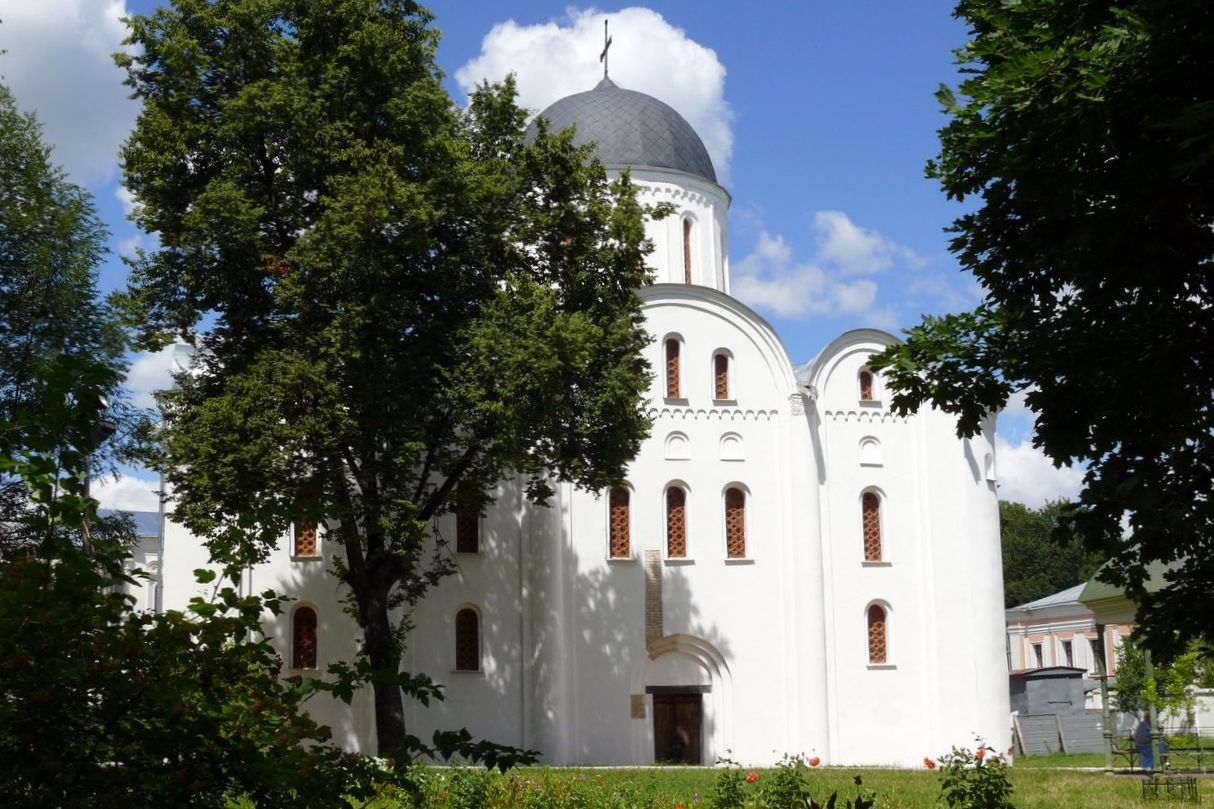
Борисоглібський собор, поч. ХІІ ст.
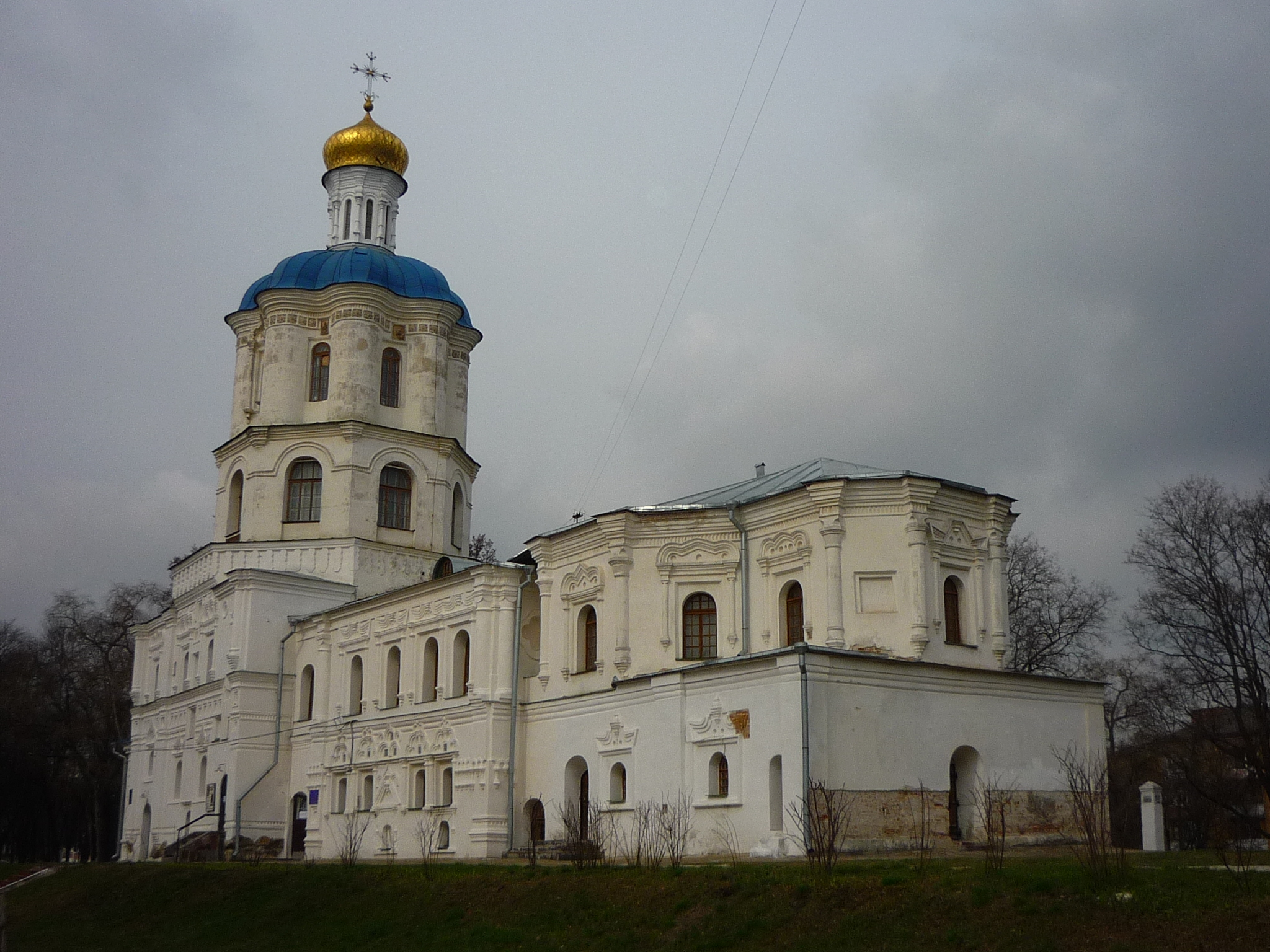
Будівля Чернігівського колегіуму, XVII ст.
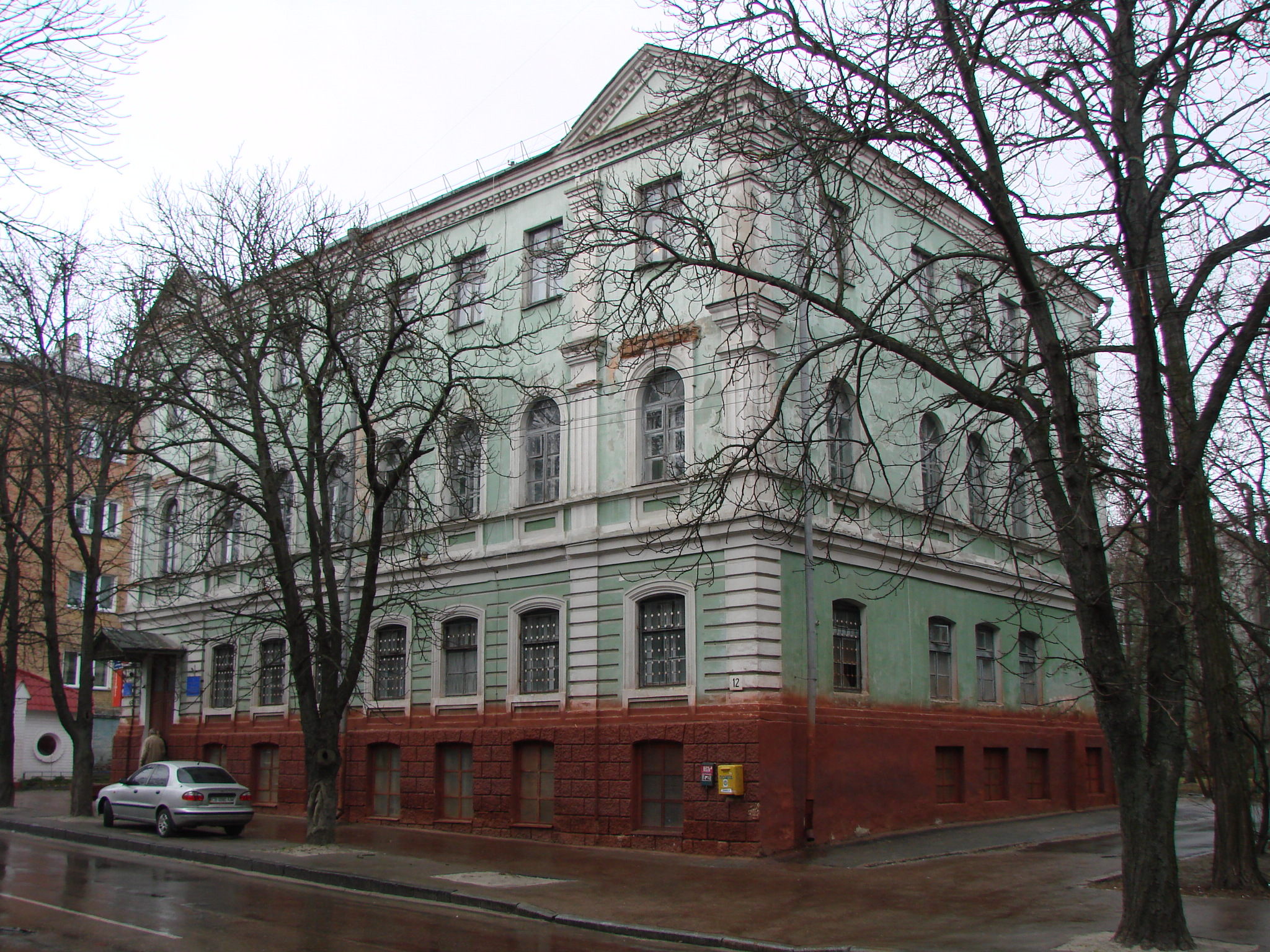
Будівля Чернігівської губернської креслярні, поч. XIX ст.